# Dischidia crassula
Dischidia crassula är en oleanderväxtart som beskrevs av Rudolf Schlechter. Dischidia crassula ingår i släktet Dischidia och familjen oleanderväxter. Inga underarter finns listade i Catalogue of Life.